# Stictopisthus areolatus
Stictopisthus areolatus är en stekelart som beskrevs av Nakanishi 1968. Stictopisthus areolatus ingår i släktet Stictopisthus och familjen brokparasitsteklar. Inga underarter finns listade i Catalogue of Life.